# División de Honor de balonmano 1974-75
La División de Honor de balonmano 1974-75 fue la 17.ª edición de la máxima competición de balonmano de España. Se desarrolló en una fase, que constaba de una liga de doce equipos enfrentados todos contra todos a doble vuelta. El ganador disputaba la Copa de Europa, los dos últimos descendían a Primera División y el noveno y décimo promocionaban.

## Clasificación
| N. | Equipo                  | PJ | PG | PE | PP | PTS |
| 1  | Calpisa                 | 22 | 21 | 0  | 1  | 42  |
| 2  | F.C. Barcelona          | 22 | 18 | 1  | 3  | 37  |
| 3  | Granollers              | 22 | 14 | 1  | 7  | 29  |
| 4  | Marcol Lanas Aragón     | 22 | 14 | 1  | 7  | 29  |
| 5  | Atlético de Madrid      | 22 | 14 | 0  | 8  | 28  |
| 6  | San Antonio Schweppes   | 22 | 12 | 1  | 9  | 25  |
| 7  | Gavá                    | 22 | 8  | 0  | 14 | 16  |
| 8  | Bidasoa                 | 22 | 7  | 1  | 14 | 15  |
| 9  | Anaitasuna Schweppes    | 22 | 6  | 0  | 16 | 12  |
| 10 | Teucro                  | 22 | 5  | 2  | 15 | 12  |
| 11 | Juventud D. Arrate-Alfa | 22 | 4  | 4  | 14 | 12  |
| 12 | Bofarull Puntolink      | 22 | 3  | 1  | 18 | 7   |